# Othon VI de Brandebourg
Othon VI de Brandebourg (né le 3 ou le 17 novembre 1264 et mort le 6 juillet 1303), surnommé « le Bref » (der Kleine), fut margrave de Brandebourg de 1267/1280 à 1286.

## Biographie
Quatrième fils de Othon III et de Beatrix (Božana en tchèque), la fille du roi de Bohême Venceslas le Borgne. Il succède à son père à sa mort en 1267 comme margrave titulaire puis en 1280 conjointement avec ses frères aînés survivants Othon V le Long et Albert III comme corégents à Salzwedel. 
En février 1270 à Vienne d'abord puis à l'église des Dominicains de la même cité il avait épouse Hedwige de Habsbourg  fille de Rodolphe de Habsbourg et de sa première épouse Gertrude de Hohenberg. Elle meurt entre le 12 janvier 1285 et le 27 octobre 1286 sans lui avoir donné d'enfant. Il abdique en 1286 après la mort de son épouse pour devenir chevalier de l'Ordre du Temple,  ensuite il devient moine cistercien à l'abbaye de Lehnin où il est inhumé à sa mort en 1303.

## Source
- Anthony Stokvis, Manuel d'histoire, de généalogie et de chronologie de tous les États du globe, depuis les temps les plus reculés jusqu'à nos jours, préf. H. F. Wijnman, Israël, 1966,  volume III, chapitre VIII  « Généalogie des Margraves de Brandebourg. Maison d'Ascanie » et tableau généalogique n°7.